# بن برنانكي
بن شالوم بيرنانكي (بالإنجليزية: Ben Shalom Bernanke) هو اقتصادي أميركي وأستاذ جامعي سابق. ولد في 13 ديسمبر/كانون الأول 1953 بأوغستا بالولايات المتحدة. هو رئيس مجلس الدرع الاحمر الحالي. خلف آلان جرينسبان بتاريخ 1 فبراير/شباط 2006.

## بدايته
ولد في أوغستا، جورجيا ولكن رُبّي في ديلون بولاية كارولاينا الجنوبية. كان والده صيدلانيا وكانت والدته معلمة. كان جده لأمه معلم توراة، فعلّمه اللغة العبرية.
تحصل من جامعة هارفارد على شهادة ليسانس اقتصاد. بعد هذا، ذهب إلى معهد تكنولوجيا ماساتشوستس. هناك، كان عنده دكتوراه في الاقتصاد.

### حياته بعد الشباب
التقى برنانكي زوجته آنا وهي معلمة في موعد غرامي مُدبَّر. كانت طالبة في كلية ويليسلي، وكان هو في كلية الدراسات العليا في معهد ماساتشوستس للتكنولوجيا. أنجبا طفلان هما جويل وأليسا. وهو من أشد المشجعين لفريق البيسبول واشنطن ناشونال، وغالبًا ما حضر المباريات في منتزه ناشونال.
غادر برنانكي ستانفورد لتولي منصب في برينستون وانتقل هو وعائلته إلى بلدة مونتغمري في نيو جيرسي في عام 1985، حيث التحق طفلا برنانكي بالمدارس العامة المحلية. عمل برنانكي لمدة ست سنوات كعضو في مجلس التعليم في مقاطعة مدرسة مونتغمري.
ذكرت صحيفة وول ستريت جورنال في عام 2009 أن برنانكي كان ضحية لسرقة الهوية، وهي جريمة منتشرة حذر منها الاحتياطي الفيدرالي لعدة سنوات.

## حياته الأكاديمية والحكومية (1979 -2006)
درّس برنانكي في كلية الدراسات العليا في إدارة الأعمال بجامعة ستانفورد منذ عام 1979 وحتى 1985، كان أستاذًا زائرًا في جامعة نيويورك، واستمر في منصبه كأستاذ في جامعة برينستون في قسم الاقتصاد. ترأس هذه الدائرة منذ عام 1996 وحتى سبتمبر عام 2002. استقال من منصبه في برينستون في 1 يوليو 2005.
عمل برنانكي كعضو في مجلس الاحتياطي الفيدرالي منذ عام 2002 إلى عام 2005. ألقى واحدة من خطبه الأولى كحاكم تحت عنوان «الانكماش: السعي من أجل عدم حدوثه هنا» وشرح فيها ما سمي طريقة برنانكي.
ألقى برنانكي خطابًا في 20 فبراير عام 2004 بصفته عضوًا في مجلس الاحتياطي الفيدرالي وافترض فيه أننا في عصر جديد يسمى الاعتدال الكبير، حيث قلصت سياسات الاقتصاد الكلي الحديثة تقلبات الأسواق إلى مرحلة لم تعد قضية تعتبر مركزية في الاقتصاد.
عُيّن برنانكي في يونيو عام 2005 رئيسًا لمجلس المستشارين الاقتصاديين للرئيس جورج دبليو بوش، واستقال من منصبه كمحافظ البنك الاحتياطي الفيدرالي. نظر إلى التعيين على أنه اختبار تجريبي للتأكد من أنّ برنانكي قد يكون اختيار بوش لخلافة جرينسبان كرئيس لمجلس الاحتياطي الفيدرالي في العام التالي. شغل المنصب حتى يناير 2006.

## رئيس مجلس الاحتياطي الفيدرالي في الولايات المتحدة
بدأ برنانكي في 1 فبراير عام 2006 فترة دامت أربعة عشر عامًا كعضو في مجلس الاحتياطي الفيدرالي وفترة كرئيس مدتها أربع سنوات (بعد ترشيحه من قبل الرئيس بوش في أواخر عام 2005). أصبح بحكم منصبه عضوًا في مجلس مراقبة الاستقرار المالي الذي يشرف على برنامج تخفيف الأصول المتعثرة. كما شغل منصب رئيس اللجنة الفيدرالية للسوق الحرة، وهي الهيئة الرئيسية لصنع السياسة النقدية في النظام.
تميزت شهوره الأولى كرئيس لنظام الاحتياطي الفيدرالي بصعوبة في التواصل مع وسائل الإعلام. وكان داعمًا لسياسة بنك الاحتياطي الفيدرالي الأكثر شفافية والبيانات الأكثر وضوحًا مما كان عليه جرينسبان. نشرت ماريا بارترومو على سي إن بي سي مقتطفات من محادثتهم الخاصة في عشاء جمعية المراسلين في البيت الأبيض. وذكرت إنّ برنانكي قال إنّ المستثمرين قد أساءوا تفسير تعليقاته على أنها تشير إلى أنه متشائم بشأن التضخم. وقد تعرض لانتقادات حادة لأنه أدلى بتصريحات علنية حول توجهات بنك الاحتياطي الفيدرالي، والتي قال إنها كانت «هفوة».

### الأزمة المالية 2007 -2008
أشرف برنانكي على بعض التدابير غير التقليدية خلال الأزمة المالية. إذ قام بنك الاحتياطي الفيدرالي وفقًا لتوجيهاته بتخفيض سعر الفائدة على الأموال من 5.25٪ إلى 0.0٪ خلال أقل من عام. وبدأ البنك عندما اعتبر هذا الاجراء غير كافٍ للحد من أزمة السيولة بالتيسير الكمي حيث طرح 1.3 تريليون دولار من نوفمبر 2008 إلى يونيو 2010 واستخدم الأموال التي طرحت لشراء الأصول المالية من البنوك ومن الحكومة.

### الفترة الثانية في حكمه
أعلن الرئيس أوباما في 25 أغسطس عام 2009 أنه سيرشح برنانكي لفترة ولاية ثانية كرئيس للاحتياطي الفيدرالي. قال أوباما إن خلفية برنانكي وتفكيره وشجاعته وإبداعه ساعد في منع حدوث كساد عظيم آخر في عام 2008. أشار العديد من أعضاء مجلس الشيوخ من كلا الحزبين إلى أنهم لن يدعموا ترشيحه لولاية ثانية عند بدأ جلسات اللجنة المصرفية بمجلس الشيوخ في 3 ديسمبر 2009.
ومع ذلك فقد تولى برنانكي فترة ولاية ثانية في 28 يناير عام 2010 بأغلبية 70 إلى 30 صوتًا من مجلس الشيوخ. صوت مجلس الشيوخ أولًا بأغلبية 77 صوتًا مقابل 23 لإنهاء الخلاف، وفاز برنانكي بأكثر من 60 صوتًا من حاجته اللازمة للتغلب على إمكانية وجود مانع أمام توليه المنصب. حصل في التصويت الثاني على 30 معارضًا هم 11 ديمقراطيًا و18 جمهوريًا وواحد مستقل.
خلفت برنانكي رئيسة الاحتياطي الفيدرالي جانيت يلين، وكانت أول امرأة تتولى هذا المنصب. رشحت يلين في 9 أكتوبر عام 2013 من قبل الرئيس أوباما ووافق مجلس الشيوخ الأمريكي في 6 يناير عام 2014.

## آراؤه الاقتصادية
ألقى برنانكي عدة محاضرات في كلية لندن للاقتصاد حول النظرية والسياسة النقدية. وقد كتب كتابين مدرسيين: كتاب مدرسي متوسط للاقتصاد الكلي شارك في تأليفه أندرو أبيل، وكتاب مدرسي تمهيدي يغطي كلًا من الاقتصاد الجزئي والاقتصاد الكلي شارك في تأليفه روبرت فرانك. كان برنانكي مدير برنامج الاقتصاد النقدي بالمكتب القومي للأبحاث الاقتصادية ورئيس تحرير المجلة الاقتصادية الأمريكية. إنه من بين أكثر 50 عالم اقتصاد شهرة في العالم وفقًا لموقع أوراق بحثية في الاقتصاد.

اهتم برنانكي بشكل خاص بالأسباب الاقتصادية والسياسية للكساد العظيم، والتي نشر عنها العديد من المقالات الصحفية الأكاديمية. قبل نشر برنانكي عمله كانت النظرية النقدية المهيمنة التي تفسر سبب الكساد العظيم هي وجهة نظر ميلتون فريدمان التي ذكرت أن السبب هو إنقاص الاحتياطي الفيدرالي من المعروض النقدي وقد قال في عدة مناسبات إنَّ أحد أكبر الأخطاء التي ارتكبت خلال هذه الفترة كان رفع أسعار الفائدة في وقت مبكر جدًا. قال برنانكي في خطاب بمناسبة عيد ميلاد ميلتون فريدمان التسعين (8 نوفمبر عام 2002):
«اسمحوا لي أن أنهي حديثي بالاعتراف كممثل رسمي للاحتياطي الفيدرالي. أود أن أقول لميلتون وآنا: أنتما على حق فيما يتعلق بسبب الكساد العظيم. لقد فعلنا ذلك. نحن آسفون للغاية، لكن لن نفعل ذلك مرة أخرى».
استشهد برنانكي بآراء ميلتون فريدمان وآنا شوارتز في قراره لخفض أسعار الفائدة إلى الصفر. انتقدت آنا شوارتز برنانكي بشدة وكتبت مقال عن رأيها في صحيفة نيويورك تايمز نصحت فيه أوباما بعدم إعادة تعيينه كرئيس للاحتياطي الفيدرالي. ركز برنانكي بدرجة قليلة على دور مجلس الاحتياطي الفيدرالي وبشكل كبير على دور البنوك والمؤسسات المالية الخاصة.

## حياته بعد خروجه من الاحتياطي الفيدرالي
تحدث برنانكي في خطاب ألقاه في مؤتمر جمعية الاقتصاد الأمريكي في يناير 2014 عن فترة رئاسته لمجلس الاحتياطي الفيدرالي. وأعرب عن أمله في أنَّ النمو الاقتصادي يتطور جيدًا وقال إنه واثق من أن البنك المركزي سيكون قادرًا على سحب دعمه بسلاسة.
كشف برنانكي في خطاب ألقاه في أكتوبر عام 2014 أنه لم ينجح في جهوده المبذولة لإعادة تمويل منزله. وقال إنّ المقرضين «قد ذهبوا بعيدًا عن شروط الائتمان العقاري».

## روابط خارجية
- بن برنانكي على موقع IMDb (الإنجليزية)
- بن برنانكي على موقع الموسوعة البريطانية (الإنجليزية)
- بن برنانكي على موقع مونزينجر (الألمانية)
- بن برنانكي على موقع إن إن دي بي (الإنجليزية)
- بن برنانكي على موقع قاعدة بيانات الفيلم (الإنجليزية)